# Steinfelde (Seehausen)
Steinfelde ist ein Ortsteil der Hansestadt Seehausen (Altmark) im Landkreis Stendal in Sachsen-Anhalt.

## Geographie
Steinfelde, eine Streusiedlung, liegt vier Kilometer südsüdöstlich von Wittenberge und acht Kilometer nordnordöstlich von Seehausen (Altmark) in der Altmark im Naturschutzgebiet Aland-Elbe-Niederung und im Biosphärenreservat Mittelelbe.
Das Küsterbrack liegt etwa 300 Meter nordwestlich der Siedlung. Es ist seit 1978 ein Flächennaturdenkmal. Das Brack entstand aus einem alten Elbarm und ist im 20. Jahrhundert mit Elbsand vollgespült worden, wie Johann Marchal berichtete.
Die Nachbarorte sind Garsedow und Wallhöfe im Norden, Lütjenheide, Zwischendeich und Schadebeuster im Nordosten, Hinzdorf im Osten, Werder im Südosten, Beuster im Süden, Hohe Geest, Eickhof und Geestgottberg im Südwesten sowie Eickerhöfe und Losenrade im Nordwesten.

## Geschichte

### Mittelalter bis Neuzeit
In den Akten der Visitation der Kirche St. Petri zu Seehausen wird im Jahre 1581 und 1600 Steinfelde (dicht bei Losenrade) erwähnt.
Lieselott Enders berichtete aus dem Kataster des Kreises Seehausen: „Im kleinen Elbdorf Steinfelde unter den Freiherren von Putlitz zu Eickerhöfe… gab es vormals drei Ackerleute. Weil… 1686 ihr Land bis auf wenig Aussaat in der Elbe lag und der Strom noch Jahr für Jahr mehr davon verschlang, konnten sie nur als Kossäten betrachtet werden. Der Acker war sehr versandet.“ 1687 heißt der Ort Steinfelde. 1804 heißt es Dorf und Gut Steinfeld mit 12 Morgen Eichen.

### Eingemeindungen
Bis 1807 gehörte das Dorf zum Seehausenschen Kreis der Mark Brandenburg in der Altmark. Zwischen 1807 und 1813 lag es im Kanton Seehausen auf dem Territorium des napoleonischen Königreichs Westphalen. Ab 1816 gehörte die Gemeinde zum Kreis Osterburg, dem späteren Landkreis Osterburg.
Im Jahre 1881 wurde die Landgemeinde Steinfelde nach Losenrade eingemeindet. Danach wurde der Ort zumeist als Ortsteil geführt. Mit dem Zusammenschluss von Losenrade mit anderen Gemeinden zu einer neuen Gemeinde mit dem Namen Hansestadt Seehausen (Altmark) wurde Steinfelde ein Ortsteil von Seehausen.

### Einwohnerentwicklung
| Jahr | Einwohner |
| ---- | --------- |
| 1734 | 28        |
| 1775 | 37        |
| 1789 | 45        |
| 1798 | 56        |
| 1801 | 63        |
| 1818 | 74        |

| Jahr | Einwohner |
| ---- | --------- |
| 1840 | 154       |
| 1871 | 120       |
| 1895 | 109       |
| 2011 | [00]029   |
| 2012 | [00]028   |
| 2014 | [00]028   |

| Jahr | Einwohner |
| ---- | --------- |
| 2020 | [00]29    |
| 2021 | [00]29    |
| 2022 | [0]29     |
| 2023 | [0]29     |

Quelle, wenn nicht angegeben, bis 1895:

## Religion
Die evangelischen Christen aus Steinfelde gehörten früher zur Kirchengemeinde Groß Beuster und damit zur Pfarrei Groß Beuster in der Altmark. Sie werden heute betreut vom Pfarrbereich Beuster des Kirchenkreises Stendal im Bischofssprengel Magdeburg der Evangelischen Kirche in Mitteldeutschland.